# Allgemeine Zeitung (19. Jahrhundert)

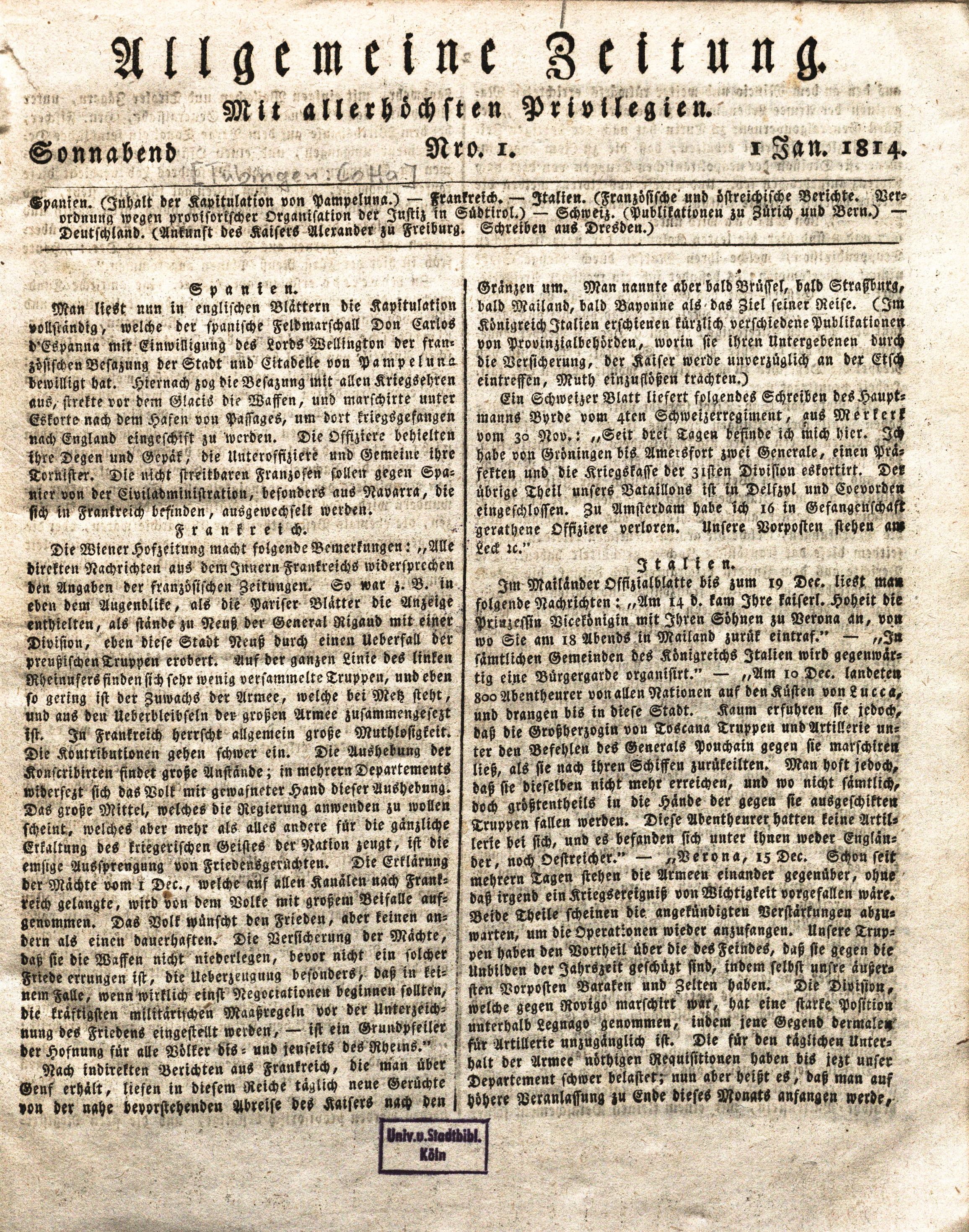
Allgemeine Zeitung vom 1. Januar 1814 (Titelseite). Der Umfang betrug vier Seiten.

Die Allgemeine Zeitung war im 19. Jahrhundert neben der Frankfurter Zeitung und der Kölnischen Zeitung eine der ersten und wichtigsten politischen Tageszeitungen Deutschlands. Sie erschien im Verlag der Cotta’schen Buchhandlung, die von 1807 bis 1865 auch das Morgenblatt für gebildete Leser als literarische Tageszeitung verlegte.

## Gründung
Der Vorläufer der Allgemeinen Zeitung wurde am 1. Januar 1798 von Johann Friedrich Cotta in Tübingen unter dem Titel Neueste Weltkunde gegründet. Fünf zentrale Prinzipien wurden schon jetzt zum Grundsatz für die kommenden Jahrzehnte: Vollständigkeit, Unparteilichkeit, Wahrheit, eine intelligent-sachliche Darstellung von Zusammenhängen sowie eine „reine, männliche und ihres Stoffes würdige“ Sprache. Cotta hatte 1787 die Leitung der verschuldeten elterlichen Cotta’schen Verlagsbuchhandlung in Tübingen übernommen. In wenigen Jahren machte er sie zu einem der führenden Unternehmen in Deutschland und verlegte später unter anderem die Werke Schillers und Goethes.
Erster Chefredakteur der Neuesten Weltkunde sollte nach Cottas Wunsch Friedrich Schiller werden. Als dieser jedoch ablehnte, berief er den erfahrenen Journalisten Ernst Ludwig Posselt auf diesen Posten. Im September 1798 verlegte er den Erscheinungsort nach Stuttgart und benannte sie in Allgemeine Zeitung um, nachdem Josef Maria Graf Fugger als Vertreter des Wiener Kaiserhofs in Württemberg das Verbot der Neuesten Weltkunde erwirkt hatte.
Mit ihrem redaktionellen Profil vollzog die Allgemeine Zeitung unter dem neuen Chefredakteur Ludwig Ferdinand Huber schon bald die Wende zu einem moderneren Journalismus.

## Entwicklung
Cottas Zeitung war „liberal, aber höchst gemäßigt in der Form, auf Wahrheit und allseitige Gerechtigkeit gerichtet, so zahm und gehalten, wie es mit der Unabhängigkeit und mit liberaler Gesinnung überhaupt verträglich war“. Seit 1803 wurde die Allgemeine Zeitung wegen der Zensur durch Kurfürst Friedrich von Württemberg von ihm unter dem Titel Kaiserlich- und Kurpfalzbairisch privilegirte allgemeine Zeitung in Ulm herausgegeben.

Vertriebsdetails auf der Titelseite vom 1. Oktober 1849

Vom 16. Januar 1807 bis 30. September 1882 erschien die Allgemeine Zeitung schließlich in Augsburg, mit vier Druckseiten täglich und einer umfangreicheren „Außerordentlichen Beilage“, die etwa wöchentlich erschien. Die Zeitung stützte sich anfangs stark auf andere Zeitungen wie die Frankfurter Zeitung, benannte diese häufig als aktuelle Informationsquelle und zitierte sie über mehrere Spalten hinweg wörtlich. Die Außerordentliche Beilage berichtete losgelöst von der direkten Aktualität von politischen und juristischen, selten von religiösen oder kulturellen Grundthemen der Zeit und druckte unkommentiert Gerichtsurteile und Gesetzestexte, vor allem aus Bayern, ab. In den ersten Jahren enthielt die Zeitung keine Werbung und Kleinanzeigen.
Im Jahr 1823 wurde die Pressefreiheit erneut sehr eingeschränkt, so dass die Allgemeine Zeitung nahezu auf das Niveau einer der damaligen Hofzeitungen sank. Erst nach dem Regierungsantritt König Ludwigs von Bayern im Jahre 1825 trat eine Lockerung der Zensur ein.
In der Aufbruchzeit zur Märzrevolution 1848 gewann die Allgemeine Zeitung an Umfang, Eigenständigkeit und Bedeutung weit über Süddeutschland hinaus.
Anfang 1840 betrug die Auflage 9000 Exemplare, wie Kolb in einem Brief an Heinrich Heine vom 27. Februar 1840 schrieb:S. 246, bis zum Ende des Jahres stieg die Auflage auf 10'000.:S. 677.
Vom 1. Oktober 1882 an wurde die Allgemeine Zeitung in München verlegt, die letzte Ausgabe unter diesem Titel erschien dort am 1. März 1925. Die Zeitung hieß dann ab März 1925 AZ am Abend bzw. AZ am Morgen. Das Erscheinen wurde am 29. Juli 1929 endgültig eingestellt.
Bis zum 21. April 1895 erschien die Allgemeine Zeitung im Verlag der Cotta’schen Buchhandlung, Stuttgart und Augsburg bzw. Stuttgart und München. 22. April 1895 an gab die Zeitung Druck und Verlag Gesellschaft mit beschränkter Haftung Verlag der Allgemeinen Zeitung, in München.
Mit der Ausgabe von Dienstag, 31. März 1908 stellte die Allgemeine Zeitung ihr Erscheinen als Tageszeitung ein und erschien fortan als Wochenzeitung mit Erscheinungstag Samstag. Verlag und Redaktion empfahlen den Lesern „ein Probe-Abonnement auf den seit Jahren in hohem Ansehen stehenden ‚Tag‘“. Ab September 1923 erschien die Wochenzeitung am Sonntag.
Ab Mittwoch, 2. Januar 1924 erschien die Allgemeine Zeitung wieder täglich mit dem Untertitel „Süddeutsches Tagblatt – Großdeutsche Rundschau“. Die letzte Ausgabe als „AZ am Abend“ erschien am 30. Juni 1929.
Die in Augsburg erscheinende Augsburger Allgemeine (zunächst 1945 unter dem Titel Augsburger Anzeiger erschienen, 1945–1959 unter dem Titel Schwäbische Landeszeitung) sieht in der Allgemeinen Zeitung ihren Vorläufer.

## Bedeutende Autoren
Einer der bedeutendsten Autoren der Allgemeinen Zeitung war Heinrich Heine. Er schrieb seit 1821 Berichte über Musik und Malerei und wurde im Jahr 1832 deren Pariser Korrespondent. Heine verfasste kritische Berichte über das politische und kulturelle Leben in Frankreich und schrieb provozierende Artikel gegen die Politik Louis Philippes, aber auch gegen die deutschen Verhältnisse. Seine zwischen Dezember 1831 und September 1832 geschriebenen Zeitungsartikel für die Allgemeine Zeitung veröffentlichte Heine 1833 als Buch unter dem Titel Französische Zustände bei Hoffmann und Campe in Hamburg. In der Vorrede zu diesem Sammelband erklärte Heine, warum er trotz der bekannten Haltung der Zeitung dort publizierte: Sie sei „eben wegen ihres Ansehens und ihres unerhört großen Absatzes das geeignete Blatt für Berichterstattungen, die nur das Verständniß der Gegenwart beabsichtigen“. Sie verdiene „ihre weltberühmte Autorität“ und man dürfe sie „die Allgemeine Zeitung von Europa“ nennen.:S. 69
Im Februar 1840 nahm Heine seine Korrespondenz in die Allgemeine Zeitung wieder auf. 61 journalistische Korrespondenzen aus den Jahren 1840 bis 1843 hat er in einer überarbeiteten Fassung unter dem Titel Lutecia. Berichte über Politik, Kunst und Volksleben vereinigt.
Friedrich Engels hatte 1840, während seiner Lehrzeit in Bremen, dem Schwesterblatt der Allgemeinen Zeitung, dem Morgenblatt für gebildete Leser, eine Korrespondenz angeboten und einige Artikel geschickt (die unter dem Pseudonym Friedrich Oswald gedruckt wurden), woraufhin der Verleger Cotta selbst ihn zur Mitarbeit an der Allgemeinen Zeitung einlud.:673
In der Folge erschienen unter dem Korrespondenzzeichen „** Bremen“ zwischen dem 20. August 1840 und dem 9. Februar 1841 fünf Artikel von Engels in der Allgemeine Zeitung, zum Beispiel Berichte zur Auswanderungsfrage oder über die „Schraubendampfschiffahrt“.:S. 673
In einem Artikel für die von Robert Owen gegründete Zeitung „The New Moral World“ (Nr. 32, 3. Februar 1844) legte er, ausgehend von dem Erfolg des äußerst erfolgreichen Romans „Mystères de Paris“ von Eugène Sue, dar, dass Elend und Armut auch auf dem Kontinent existierte. Die Deutschen fingen an zu entdecken, „as the ‚Allgemeine Zeitung‘, the Times of Germany, says,“ dass der Gegenstand von Romanen von Königen und Prinzen zu den Armen übergehe, was ein Zeichen der Zeit sei.:563
Den Titel der deutschen Times soll auch die Kölnische Zeitung für sich in Anspruch genommen haben.
Friedrich Hebbel schrieb Berichte aus dem Wien des europäischen Revolutionsjahrs 1848.
Weitere bedeutende Dichter, Schriftsteller und Gelehrte der Zeit schrieben ebenfalls für das renommierte Blatt: Ludwig Börne, Carl Ludwig Fernow, Karl Gutzkow, Ferdinand Gregorovius, Jakob Philipp Fallmerayer, Friedrich List, Alfred von Reumont, August Schleicher, Friedrich Johann Lorenz Meyer, das Ehepaar Fritz Anneke und Mathilde Franziska Anneke und viele andere.

## Chefredakteure
- Ernst Ludwig Posselt (1798)
- Ludwig Ferdinand Huber (9. September 1798 bis 1804)
- Karl Joseph Stegmann (1804–1837)
- Gustav Kolb (1828–1865)
- Otto Braun (1869–1889)
- Hermann Diez (1907–1910)